# Glyptoparus delicatulus
Glyptoparus delicatulus är en fiskart som beskrevs av Smith, 1959. Glyptoparus delicatulus ingår i släktet Glyptoparus och familjen Blenniidae. Inga underarter finns listade i Catalogue of Life.